# 3438 Inarradas
3438 Inarradas (1974 SD5) là một tiểu hành tinh vành đai chính được phát hiện ngày 21 tháng 9 năm 1974 bởi Felix Aguilar Observatory ở El Leoncito.